# Contea di Sussex (Virginia)
La contea di Sussex (in inglese Sussex County) è una contea dello Stato della Virginia, negli Stati Uniti. La popolazione al censimento del 2000 era di 12 504 abitanti. Il capoluogo di contea è Sussex.